# Bryobia neopraetiosa
Bryobia neopraetiosa är en spindeldjursart som beskrevs av Meyer 1974. Bryobia neopraetiosa ingår i släktet Bryobia och familjen Tetranychidae. Inga underarter finns listade.